# 藤崎クロエ
藤崎 クロエ（ふじさき クロエ、1989年8月11日 - ）は、日本のAV女優。ロータスグループ所属。

## 略歴・人物
スラブ系ギリシャ人のクォーターである。デビュー当時は1990年12月12日生まれであった。現在は1989年8月11日生まれである。趣味・特技は、ネイル、テニス、岩盤浴、デコ、料理。
2009年7月にワープエンタテインメント専属女優としてAVデビュー。
2012年4月19日彩佳リリスに改名。

## 出演作品

### イメージビデオ
- 女の旅湯 石和温泉編 （2009年10月29日,オルスタックピクチャーズ）

### アダルトビデオ
2009年
- 純情クォーター （2009年7月5日、ワープエンタテインメント）
- 欲しがるオクチ （2009年8月5日、ワープエンタテインメント）
- あぁ、隣の綺麗なお姉さん （2009年9月5日、ワープエンタテインメント）
- 犯られる君を録画したい（2009年10月5日、ワープエンタテインメント）
- ガッツリ欲しがるカラダ （2009年11月5日、ワープエンタテインメント）
- 女子校生とヲジサンのベロベチョ接吻とにゅるぬる手コキ 2 （2009年11月15日、ワープエンタテインメント）
- ポコチン・コンプレックス（2009年12月5日、ワープエンタテインメント）

2010年
- ドリシャッ!!（2010年1月5日、ワープエンタテインメント）
- キレイ好きなオクチ 腰が引けちゃうお掃除フェラとトリハダもんの直後責め （2010年3月5日、ワープエンタテインメント）オムニバス作品 他出演:つぼみ、RUMIKA、沢恋、川上ゆう、篠めぐみ、麻倉憂、藤舞みいな、桜あい
- 触手アクメ （2010年3月18日、SODクリエイト）
- Tokyo A・GE・HA 12 （2010年3月19日、グレイズ）
- 素人コギャルHEAVEN 4時間 NEO 16 （2010年3月26日、おかず。）オムニバス作品 他出演:河純ひなみ、桜あい、向井ゆうき、愛澤ルナ
- キスがエロけりゃ醜男だって、美女とベロちゅうデキるのだぁ 2 THE4時間 （2010年4月15日、SODクリエイト）
- 極マシンバイブ拷問！ 贄八 （2010年4月22日、サディスティックヴィレッジ）
- 童貞修学旅行生 （2010年5月1日、SODクリエイト）
- 放課後ソープランド（2010年5月21日、アキノリ）共演:星崎アンリ、宝部ゆき、 伊東麻央、秋月玲奈、河純ひなみ、桜庭彩、橘美穂、あすかみみ、和葉みれい ほか計17名
- 団地妻生中出し 16 (2010年5月21日、TMA)オムニバス作品 他出演:葉月しおり、月島うさぎ、真白希実
- 池袋某店キャバ嬢（2010年5月25日、隼エージェンシー）
- タイトスカート尻コキ  (2010年6月1日、妄想族)オムニバス作品 他出演:大沢美加、希内あんな、水城奈緒、紗奈、山口あずさ、小峰ひなた、諸星セイラ、三浦加奈、茉莉花、ふわり、白砂ゆの、宮坂レイア
- 禁断の扉6 (2010年6月4日 アウダースジャパン)共演:nao.、大槻ひびき、可愛りん
- DOKIレズ46 (2010年6月4日 アウダースジャパン)共演:nao.、大槻ひびき、可愛りん
- 口にたらたらと涎を溜めてチ○ポを包みゆっくりとマ○コに入れたみたいな咥え方で痴女る淫乱キャンペーンガールの* 猥褻フェラチオ (2010年6月4日、映天)オムニバス作品 他出演:葉月紗絢、遥心美、稲森しほ、月嶋美唯
- 快楽レズエステ 10 (2010年6月24日、アキノリ)共演:星崎アンリ、辻さやか、早乙女ルイ、水嶋アイ、森山みき、伊東麻央、平井結
- メガザーメン一発大量顔射 4 (2010年6月25日、レアル・ワークス)オムニバス作品 他出演:茉莉花、吉川ななこ、瀬奈涼、青空小夏、山口あずさ、杏堂なつ、和希セイラ、桜あい、野波美伽
- 覗かれた503号室 ずぶぬれマ○コ妻 ～ふしだら劇場～ (2010年7月7日、桃太郎映像出版)
- 近くに人がいる所で声を出さずにSEX! (2010年7月8日、アキノリ)オムニバス作品 他出演:つぼみ、伊東麻央、秋月玲奈
- 人妻の溢れるおっぱい (2010年8月19日、アキノリ)
- 醜男ハーレム (2010年8月20日、OFFICE K'S)共演:横山みれい、橘なお、梨杏、あいみ、森みほ、君嶋みゆ、山梨ゆず
- 火曜日は全裸登校日5 (2010年8月24日、アキノリ)共演:あすかみみ、伊東麻央、星崎アンリ、秋月玲奈 他
- こだわりの手コキ4時間SP16 40人のハンドメイド (2010年8月25日、隼エージェンシー)オムニバス作品 他出演:風谷音緒、可愛りん、松本ほなみ、千夏ともか、高城ゆい、真鍋紗愛、REMI、しずく、愛音まひろ、愛内まほ、愛乃みやび、愛澤ルナ、葵乃愛、観月樹音、橘なお、月嶋美唯、黒崎もえ、桜りお、山口あずさ、七瀬ゆい、春山香織、上村香澄、神谷涙、星崎アンリ、早乙女ルイ、大沢美加、沢村麻耶、竹内結、中野愛里、朝香涼、長谷川聖那、椿まひる、藤倉みやび、白井ゆきな、北川さりな、葉月しおり、鈴香音色、鈴木ミント、和葉みれい
- M男社員は巨乳社長のなすがまま (2010年8月25日、へりぽビデオ)
- 禁断の母娘 (2010年9月10日 アウダースジャパン)共演:あすかみみ、菜菜美ねい、柳田やよい
- DOKIレズ49 (2010年9月10日 アウダースジャパン)共演:あすかみみ、菜菜美ねい、柳田やよい
- MOODYZファン感謝祭　バコバコバスツアー2010 おかげさまで!! 10周年!大感謝スペシャル!!（9月13日、MOODYZ）出演:大橋未久、乃亜、園田ユリア、晶エリー、鈴木杏里、鷹宮りょう、堀口奈津美、葉月しおり、つぼみ、大沢美加、橘なお、星崎アンリ、鈴音りおな、早乙女ルイ、並木るか
- 絶対服従!ドSなお姉さん2人のM男責め!! 3 (2010年9月15日、未来・フューチャー)共演:高野千莉
- 巨尻の女 Hip95cm (2010年9月15日、実録出版)
- 一人きりのマンズリ本気オナニーを見られたのに開き直って襲い掛かかる淫乱女 (2010年9月23日、ディープス)オムニバス作品 他出演:森ななこ、榊なち
- ぐちょパン直入れ手コキ (2010年11月6日、OFFICE K'S)オムニバス作品 他出演:加納桃花、小西レナ、桜りお、富永萌、皆瀬ふう花
- 完全撮りおろし カリスマアイドル対抗!! ガチフェラ早出しバトル 4 (2010年11月12日、レアル・ワークス)オムニバス作品 他出演:妃悠愛、桜りお、桐生さくら、雨宮琴音
- 極上巨乳4人娘がイク!!プールサイドでお客さんにバレない様にオマ○コいじられまくりのアルバイト (2010年11月18日、SODクリエイト)共演:春咲あずみ、森ななこ、青空小夏
- 全裸パンスト淫語痴女 2 (2010年12月5日、ジャネス)
- THE ガチンコプロレズ 5 SPECIAL ギャルタッグマッチ! (2010年12月7日、サディスティックヴィレッジ)共演:RUMIKA、武藤クレア、桜りお
- ヒロイン凌辱 Vol.35　アクセルガールA(エンジェル)編 (2010年12月10日、GIGA)共演:舞野まや
- 調教レズレイプ vol.13 (2010年12月10日、U&K)共演:黒川メイサ

2011年
- 爆裂巨乳ギャルレズキャットファイトカーニバル!!（1月8日、GARCON）
- 尻責め鬼突きうしろから犯す! (2011年3月11日、レアル・ワークス) オムニバス作品 他出演:北条麻妃、妃悠愛、水城奈緒、RUMIKA、川上ゆう、@YOU、RUI、翼裕香、鮎川なお、NANA、堀口奈津美、大石もえ

#### 彩佳リリス名義
2012年
- 完全ガチ交渉 街で噂の、ウブな看板娘を狙え! Volume 10（7月20日、プレステージ）共演:吉咲あんり、野々宮める、柚葉リコ、保科真美
- デビルマザーズ 女王君臨伝説 vol.1 SWEET DEVILS BODY 〜優しい悪魔〜（9月13日、	MOTHERS ENTERTAINMENT PICTURES）
- 女王蹂躙地獄 vol.1 錯乱の堕天使（9月13日、	BabyEntertainment）
- 超高級ソープ嬢のテクニック教えます（9月20日、SODクリエイト）共演:葉月菜穂、深田梨菜、保科真美
- 露天混浴温泉郷（9月20日、グローリークエスト）共演:中谷唯
- 「最近してくれないの」と言ってたので、ダメもとで彼氏が寝てる隙に夜這いしたら、彼女は拒むどころかエロエロのセックスでオレのチ○ポを離さない!（10月4日、グローリークエスト）共演:さとう遥希、椎名ゆな、中谷唯、竹内紗里奈
- ドスケベ過ぎる肉感ママのエッチな手ほどき（11月1日、Fitch）
- 囚われた令嬢の悲劇（11月7日、：アタッカーズ）共演:御厨あおい

### インターネット放送
- デラ☆エロパラ（GyaOジョッキー、2009年7月28日ゲスト出演）

### ピンク映画
- 「性交エロ天使 たっぷりご奉仕」（2010年6月4日公開）・・・監督：竹洞哲也、共演：かすみ果穂